# Saint-Florent-le-Vieil
Saint-Florent-le-Vieil ([sɛ̃ flɔˈʁɑ̃ lə vjɛj] ⓘ) ist eine Ortschaft und ehemalige französische Gemeinde mit 2896 Einwohnern (Stand: 1. Januar 2022) im Département Maine-et-Loire in der Region Pays de la Loire. Sie gehörte zum Arrondissement Cholet. Die Einwohner werden Florentais und Florentaises genannt.
Der Erlass des Präfekten vom 5. Oktober 2015 legte mit Wirkung zum 15. Dezember 2015 die Eingliederung von Saint-Florent-le-Vieil als Commune déléguée zusammen mit den früheren Gemeinden La Pommeraye, Beausse, Botz-en-Mauges, Bourgneuf-en-Mauges, La Chapelle-Saint-Florent, Le Marillais, Le Mesnil-en-Vallée, Montjean-sur-Loire, Saint-Laurent-de-la-Plaine sowie Saint-Laurent-du-Mottay zur Commune nouvelle Mauges-sur-Loire fest.

## Geografie

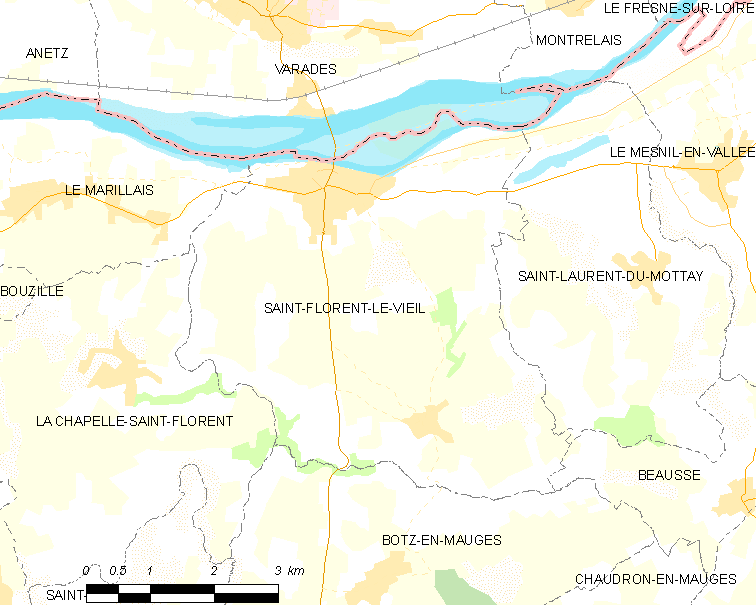
Karte von Saint-Florent-le-Vieil

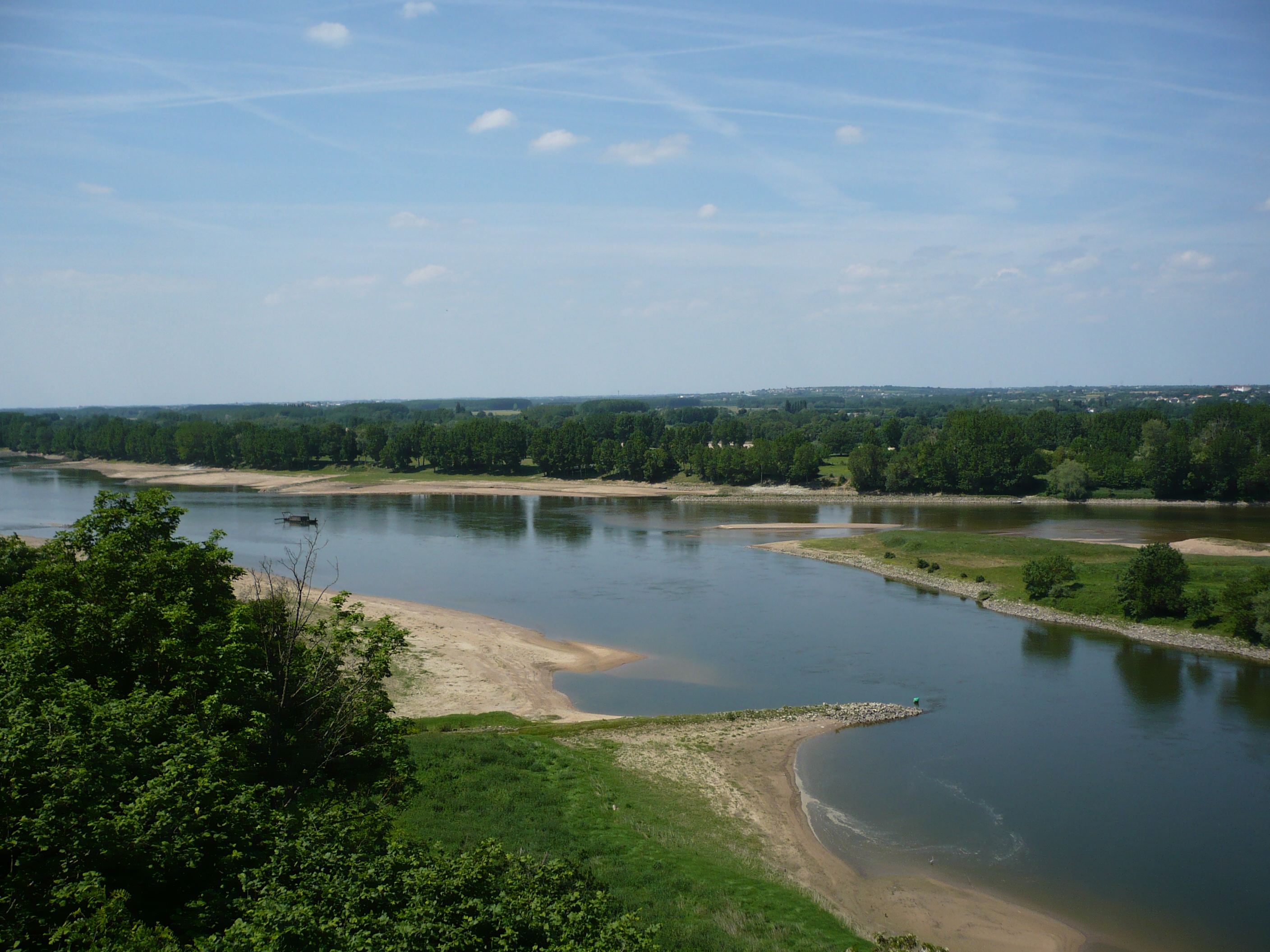
Die Loire bei Saint-Florent-le-Vieil

Saint-Florent-le-Vieil liegt etwa 37 Kilometer westsüdwestlich von Angers, etwa 35 Kilometer nordnordwestlich von Cholet und etwa 43 Kilometer ostnordöstlich von Nantes an der Grenze zum benachbarten Département Loire-Atlantique. Der Ort befindet sich in der Région naturelle der Mauges, Teil der historischen Provinz des Anjou.
Aus geologischer Sicht befindet sich das Ortsareal auf metamorphem Gestein aus dem unteren Silur.
Das Ortsgebiet liegt am linken Ufer der Loire und an der Èvre, die es im Westen begrenzt und hier in die Loire mündet. Es wird außerdem entwässert vom parallel zur Loire verlaufenden Flüsschen T(h)au, vom Ruisseau du Moulin Moreau, der es im Süden begrenzt, sowie von kleineren Fließgewässern. Das Bodenrelief ist relativ flach, von einer Höhe im Norden von 7 m an der Loire nach Süden hin ansteigend mit einer maximalen Erhebung von 78 m Höhe im Südosten. Das Ortszentrum liegt dabei auf etwa 44 m.
Umgeben wird Saint-Florent-le-Vieil von einer Nachbargemeinde und fünf Communes déléguées von Mauges-sur-Loire:
| Le Marillais (Mauges-sur-Loire)              | Loireauxence (Loire-Atlantique)             |                                            |
| La Chapelle-Saint-Florent (Mauges-sur-Loire) | Kompassrose, die auf Nachbargemeinden zeigt | Saint-Laurent-du-Mottay (Mauges-sur-Loire) |
|                                              | Botz-en-Mauges (Mauges-sur-Loire)           | Beausse (Mauges-sur-Loire)                 |

## Geschichte
Frühere Formen des Ortsnamens
Sanctus Florentius de Glonna infra pago Pictavo (circa 718), Monasterium quod est situm in territorio Pictavense supra rippam Ligeris, quod dicitur Glonna sive sanctus Florentius (824), Basilica sancti Florentii, quæ dicitur Glomna (832), Monasterium quod dicitur Glanna (848), Monasterium sancti Florentii constructum super alveum Ligeris in pago videlicet Medalgico (843), Monasterium, quod vulgari nomine dicitur Glomna (847),  Glonna locus pulcherrimus (11. Jahrhundert), Castellum circa monasterium sancti Florentii quod Vetus dicitur (1061), Sanctus Florentius Vetulus (circa 1090), Mota castelli sancti Florencii veteris (1130), Montglonne (1793).
Das keltische Wort Glann bedeutet „Höhe“. Ligeris ist der lateinische Name der Loire. Pictaves ist die Bezeichnung des keltischen Stamms der Piktonen, Medalgicus die Bezeichnung für die Région naturelle der Mauges.
Archäologie
Auf dem Ortsgebiet wurden 15 Beile aus poliertem Stein, ein Flachbeil ohne Ring aus Bronze und ein bronzenes Schwer gefunden. Die Römerstraße von Tours nach Nantes durchquerte das heutige Ortsareal.
Geschichte der Abtei
Das Land wurde in der zweiten Hälfte des vierten Jahrhunderts vom heiligen Florent zum Christentum bekehrt, der sich mit seinen Anhängern auf dem Felsvorsprung, der Montglonne genannt wurde, niederließ und die ursprüngliche Kirche der Pfarrgemeinde Saint-Pierre gründete, wo später sein Grab ruhen sollte. Der heilige Mauron sammelte gegen Ende des siebten Jahrhunderts die verstreut lebenden Einsiedler und begrub sie in der Kirche Saint-Sauveur, der ersten Klosterkirche, später Saint-Sauveur und Saint-Florent geweiht. Der Abt Abaldus stellte am Ende des achten Jahrhunderts eine religiöse Gemeinschaft mit organisierten Regeln ein.
Karl der Große ließ die Abtei von Grund auf neu bauen. Sein Sohn Ludwig der Fromme holte im neunten Jahrhundert die Mönche zusammen mit ihrem Abt Frotbert aus Italien zurück, die er dorthin geschickt hatte, brachte sie in Saint-Florent unter, um die Regeln der Benediktiner einzuführen. Die Schönheit und Fruchtbarkeit der Region führten dazu, dass die Herrscher der Bretagne Ansprüche stellten. Seit dem Beginn des Kriegs mit Karl dem Kahlen wurde der bretonische Fürst Nominoë von den Mönchen mit Ehre empfangen. Er überschüttete sie mit seiner Großzügigkeit und errichtete seine Statue auf dem Dach ihrer Kirche. Jedoch war der Abt Didon mit dem Kaiser verwandt, warf sie kurzerhand hinunter und alarmierte die Franken. Der Bretone steckte daraufhin 849 alles in Brand.
Kaum dass das Kloster mit Spenden von Karl dem Kahlen und sogar von Nominoë wieder aufgebaut wurde, der bei seinem Feldzug am Bein verletzt wurde und seitdem hinkte, erschienen wikingische Horden. Angeführt vom Dänen Cidroc, plünderten sie Juni oder Juli 853 das Kloster und steckten es in Brand. Cidroc baute ein befestigtes Lager mit Hafen, Häusern und Schuppen für Beute und Gefangene auf der vorgelagerten Insel Batailleuse in der Loire, wo seine Männer ihre Feldzüge im ganzen Loirebecken auf Wikingerschiffen und beritten im Hinterland durchführten. Angers wurde 873 von Karl dem Kahlen von den Wikingern zurückerobert. Die Wikinger ersuchten den König um eine Genehmigung, auf der Insel einen Markt zu eröffnen, 886 und 903 verübten sie neue Ausschreitungen im Anjou. Es dauerte bis 936–937, bis der Herzog Alain II. Schiefbart die Wikinger endgültig von der Loire vertrieb.
Die Mönche von Saint-Florent-du-Montglonne flohen vor den Wikingern mit ihren beweglichen Gütern. Nach mehreren Aufenthalten formierten sie sich neu in der Burg von Saumur. Saint-Florent-le-Jeune ersetzte das frühere Kloster, das zu Saint-Florent-le-Vieil wurde und im Rang eines einfachen Priorats herabgestuft wurde. Ab 950 wurde der Mönch Gualo als Prior nach Saint-Florent-le-Vieil gesandt, um den Besitz zu überwachen und zu verhindern, dass keine fremde Ordensgemeinschaft sich dort ansiedelt. Nachdem das Kloster der Burg von Saumur 1025 zerstört worden war, flüchtete Abt Frédéric für einige Monate mit einigen Mönchen nach Saint-Florent-le-Vieil, wo er 1036 für die Einweihung einer neuen Kirche zurückkehrte.
Der Graf von Anjou, Fulko III., errichtete zur selben Zeit am westlichen Kamm eine Erdhügelburg mit einem mächtigen Donjon. Sein Sohn Gottfried Martel fügte eine Rundmauer hinzu, die die Abtei und das Dorf der Mönche umschloss. Gottfried III. anerkannte den Mönchen das Recht einer Garde. Gottfried Plantagenet sagte 1130 zu, niemals eine Gemeinde auf dem Gebiet der Abtei zu gründen.
1423 gaben die Bewohnern dem Abt von Saint-Florent Geld zur Verfügung, um die im andauernden Hundertjährigen Krieg entstandenen Schäden an der Burg und der Rundmauer zu beheben. 1426 versuchte eine Bande von Straßenräubern das Dorf zu erstürmen, wurde jedoch von der Garnison wieder vertrieben. Die Abtei wurde in der Folgezeit von Banden mehrfach angegriffen und geplündert, insbesondere während der Hugenottenkriege. 1591 war das Dorf von einer königlichen Garnison verteidigt, als die Armee von Philippe-Emmanuel de Lorraine, Herzog von Mercœur, in die Verteidigungsanlagen eindrang und erst abzog, bis sie abgerissen worden war. 1641 siedelten sich Nonnen des Franziskanerordens der Cordelières in einem Haus im Zentrum an.
Die Abtei erfuhr eine Exemtion, die vollständige Freistellung von externer Gerichtsbarkeit, Steuer, Abgaben oder Dienstbarkeiten gegenüber fremden Herrschern, auf ihrem Territorium, das zehn Pfarrgemeinden umfasste. Im 13. und im 14. Jahrhundert versuchten die Bischöfe von Angers vergeblich ihre Vorherrschaft durchzusetzen. Der Durchgriff der Mönche auf ihrem Territorium verhinderte die Schaffung einer königlichen Gerichtsbarkeit.
Französische Revolution und Aufstand der Vendée
Während der Französischen Revolution wurden die ersten Reformen von der Bevölkerung positiv aufgenommen. Doch die Einführung der Zivilverfassung des Klerus kehrte diesen Trend um. In Saint-Florent weigerte sich der Priester Michel-François Gruget, den Eid zu leisten, und floh. Mit Hilfe der Einheimischen konnte er sich in der Nähe der Pfarrei verstecken und so der Deportation entgehen. Auch der Vikar tauchte unter, wurde aufgegriffen und von November 1798 bis Februar 1800 auf die Île de Ré deportiert. Ein Verfassungspriester wurde ernannt, Antoine Vallée. Im Dorf wurde der Besitz des Klerus konfisziert und die Bewohner gefragt, ob sie ihr Klosterleben aufgeben wollten. Vier der sieben Benediktiner lehnten dies ab, ebenso neun der dreizehn Cordelier-Nonnen. Die im Krieg beschlagnahmten, zerstörten oder beschädigten Gebäude wurden zwischen 1796 und 1798 verkauft. 1789 war die Abtei fast unbewohnt.
Der Aufstand, der seit zwei Jahren schwelte, kam zum Ausbruch in der gesamten Gegend zwischen dem 10. und 12. März 1793. Am Sonntag, dem 10. März 1793, wurde das Gesetz zur Einberufung von 300.000 Mann verkündet, um der schrumpfenden Zahl der französischen Revolutionsarmee entgegenzuwirken. Der Magistrat Duval, der das Gesetz vorlas, wurde von mehreren Personen angegriffen, die verhaftet und ins Gefängnis geworfen wurden. Am nächsten Tag, dem 11. März, brach der Verfassungspriester Antoine Vallée nach Angers auf, um Verstärkung für Saint-Florent anzufordern. Es wurde ein Brief verschickt, in dem die Entsendung von 200 gut bewaffneten Männern gefordert wurde. Das Département entsandte lediglich 25 Dragoner, und die benachbarten Gemeinden, die selbst Unruhen befürchteten, weigerten sich, Verstärkung zu schicken.
Am Dienstag, dem 12. März, zogen die zur Auslosung der Wehrpflicht einberufenen Jugendlichen beim Läuten der Sturmglocke in die Stadt ein. Sie wurden von ihren Verwandten und Freunden begleitet, einige mit Gewehren, Stöcken und Sensen bewaffnet und trugen eine weiße Kokarden als Zeichen des Königtums. Sie forderten die Bürgermeister von Botz-en-Mauges, La Chapelle-Saint-Florent und Saint-Quentin-en-Mauges auf, den „Herren des Bezirks“ zu befehlen, die Auslosung zu verschieben und die Waffen auszuliefern. Der Gemeindebeamte Jacob beschloss, vor der alten Abtei, die zum Sitz des Bezirks umgebaut wurde, eine Ansprache an die Menge zu halten. Die Menge buht ihn aus und die Gendarmen greifen ein, indem sie mit der flachen Seite ihres Säbels zuschlagen. Die Wut der Menge Stieg und Jakob wurde getötet. Zwei im Bezirkshauptquartier postierte Feldschlangen feuerten auf die Menge, wobei vier Menschen getötet und vierzig weitere verletzt wurden. Die Wehrpflichtigen griffen die Kanoniere und Patrioten an, töteten einige und zwangen andere, durch die Fenster des Gebäudes zu fliehen, das daraufhin geplündert wurde. Offizielle Dokumente und der Altar des Vaterlandes wurden verbrannt, die Häuser patriotischer Bürger geplündert und verwüstet. Dies war der Beginn des Aufstands der Vendée.
Am Tag nach dem Aufstand, dem 13. März, suchte eine Delegation von Aufständischen Charles de Bonchamps im Schloss La Baronnière in La Chapelle-Saint-Florent auf und bestand darauf, dass er die Führung der Bewegung übernehme und die Truppen organisiere. Widerwillig akzeptierte Bonchamps schließlich die Einladung und übernahm die Führung des Aufstands. Unter dem Kommando von Bonchamps schlugen die Rebellen die Garnison von Montjean-sur-Loire in die Flucht.
Am 29. Juni wurde die katholische und königliche Armee zum Angriff auf Nantes geführt. Der Feldzug schlug fehl und Jacques Cathelineau, Generalissimus der Vendée-Armeen, wurde tödlich verwundet. Sterbend wurde er nach Saint-Florent-le-Vieil transportiert, wo er am 14. Juli 1793 seinen Verletzungen erlag. Seine sterblichen Überreste liegen in der Kapelle Cathelineau in Saint-Florent.
Nach der Niederlage in der Schlacht bei Cholet zog sich die Armee der Vendée am 18. Oktober in Richtung Loire zurück und beeilte sich, diese zu überqueren, womit die sogenannte Virée de Galerne begann. Am 17. und 18. Oktober wurden den Aufständischen Boote zur Verfügung gestellt, um ihnen bei der Überquerung des Flusses und der Flucht vor der republikanischen Armee zu helfen. Mehrere zehntausend Aufständische und ihre Familien, Verwundete, Frauen, Alte und Kinder wurden an das rechte Loireufer transportiert. Bonchamps wurde bei den Kämpfen tödlich verwundet und kam sterbend in Saint-Florent an. Etwa 5000 republikanische Gefangene waren in der Abteikirche eingesperrt und von Cesbron d’Argonne nach Saint-Florent gebracht. Die Offiziere der Vendée waren sich einig, dass es unmöglich war, sie weiter zu eskortieren und über den Fluss zu bringen. Es wurde beschlossen, sie zu erschießen, aber die Beamten gaben den Befehl nicht. Die Menge in der Vendée wurde schließlich auf die Anwesenheit der inhaftierten Republikaner aufmerksam. Als sie gerade von dem Massaker an 400 verwundeten Vendéens im Krankenhaus von Beaupréau erfuhren, zielten sie mit zwei Kanonen darauf, die Republikaner als Vergeltung hinzurichten. Bonchamps erfuhr im Sterben von der bevorstehenden Hinrichtung und befahl Gnade. Die Gefangenen wurden daraufhin freigelassen.
Nach der Räumung von Saint-Florent durch die Vendéens befehligte General Jean-François Moulin vom evakuierten Saint-Florent aus die Militäroperationen. Am 18. Dezember 1793 gewährte er einigen Vendéens freies Geleit und wandte damit das Amnestiedekret des Nationalkonvents an. Ermutigt ergaben sich am nächsten Tag 492 Vendéens. Am 22. Dezember wurden jedoch 1200 Vendéens festgenommen. Sie wurden nach Les Ponts-de-Cé verbracht und dort ohne Gerichtsurteil erschossen.
Die Gewalt der Höllenkolonnen ließen den Aufstand erneut entfachen. Am 20. Mai 1794 wurde Saint-Florent von den Republikanern geräumt und von den Aufständischen besetzt. Die Stadt wurde am 16. März 1795 von den Republikanern zurückerobert. Am 8. Mai 1795 unterzeichnete Jean-Nicolas Stofflet, einer der Anführer der Aufständischen, eine kurzlebigen Friedensvertrag. Die Stadt ging aus dem Vendée-Krieg zerstört hervor. Im Dorf blieb nur ein Haus unversehrt, die anderen waren beschädigt oder zerstört.

## Bevölkerungsentwicklung
| Saint-Florent-le-Vieil: Einwohnerzahlen von 1793 bis 2020                                                                  | Saint-Florent-le-Vieil: Einwohnerzahlen von 1793 bis 2020 | Saint-Florent-le-Vieil: Einwohnerzahlen von 1793 bis 2020 | Saint-Florent-le-Vieil: Einwohnerzahlen von 1793 bis 2020 | Saint-Florent-le-Vieil: Einwohnerzahlen von 1793 bis 2020 |
| --- | --------------------------------------------------------- | --------------------------------------------------------- | --------------------------------------------------------- | --------------------------------------------------------- |
| Jahr |                                                           |                                                           |                                                           | Einwohner                                                 |
| 1793 | 1793                                                      |                                                           | 2.800                                                     | 2.800                                                     |
| 1800 | 1800                                                      |                                                           | 1.433                                                     | 1.433                                                     |
| 1806 | 1806                                                      |                                                           | 1.478                                                     | 1.478                                                     |
| 1821 | 1821                                                      |                                                           | 1.901                                                     | 1.901                                                     |
| 1831 | 1831                                                      |                                                           | 2.102                                                     | 2.102                                                     |
| 1836 | 1836                                                      |                                                           | 2.082                                                     | 2.082                                                     |
| 1841 | 1841                                                      |                                                           | 2.025                                                     | 2.025                                                     |
| 1846 | 1846                                                      |                                                           | 2.125                                                     | 2.125                                                     |
| 1851 | 1851                                                      |                                                           | 2.318                                                     | 2.318                                                     |
| 1856 | 1856                                                      |                                                           | 2.336                                                     | 2.336                                                     |
| 1861 | 1861                                                      |                                                           | 2.268                                                     | 2.268                                                     |
| 1866 | 1866                                                      |                                                           | 2.327                                                     | 2.327                                                     |
| 1872 | 1872                                                      |                                                           | 2.220                                                     | 2.220                                                     |
| 1876 | 1876                                                      |                                                           | 2.209                                                     | 2.209                                                     |
| 1881 | 1881                                                      |                                                           | 2.155                                                     | 2.155                                                     |
| 1886 | 1886                                                      |                                                           | 2.157                                                     | 2.157                                                     |
| 1891 | 1891                                                      |                                                           | 2.136                                                     | 2.136                                                     |
| 1896 | 1896                                                      |                                                           | 2.096                                                     | 2.096                                                     |
| 1901 | 1901                                                      |                                                           | 2.032                                                     | 2.032                                                     |
| 1906 | 1906                                                      |                                                           | 1.959                                                     | 1.959                                                     |
| 1911 | 1911                                                      |                                                           | 1.999                                                     | 1.999                                                     |
| 1921 | 1921                                                      |                                                           | 1.805                                                     | 1.805                                                     |
| 1926 | 1926                                                      |                                                           | 1.767                                                     | 1.767                                                     |
| 1931 | 1931                                                      |                                                           | 1.809                                                     | 1.809                                                     |
| 1936 | 1936                                                      |                                                           | 1.742                                                     | 1.742                                                     |
| 1946 | 1946                                                      |                                                           | 1.799                                                     | 1.799                                                     |
| 1954 | 1954                                                      |                                                           | 1.929                                                     | 1.929                                                     |
| 1962 | 1962                                                      |                                                           | 2.089                                                     | 2.089                                                     |
| 1968 | 1968                                                      |                                                           | 2.203                                                     | 2.203                                                     |
| 1975 | 1975                                                      |                                                           | 2.415                                                     | 2.415                                                     |
| 1982 | 1982                                                      |                                                           | 2.559                                                     | 2.559                                                     |
| 1990 | 1990                                                      |                                                           | 2.511                                                     | 2.511                                                     |
| 1999 | 1999                                                      |                                                           | 2.623                                                     | 2.623                                                     |
| 2006 | 2006                                                      |                                                           | 2.672                                                     | 2.672                                                     |
| 2013 | 2013                                                      |                                                           | 2.809                                                     | 2.809                                                     |
| 2020 | 2020                                                      |                                                           | 2.872                                                     | 2.872                                                     |
| Quelle(n): EHESS/Cassini bis 1999, INSEE ab 2006 Anmerkung(en): Ab 1962 offizielle Zahlen ohne Einwohner mit Zweitwohnsitz |                                                           |                                                           |                                                           |                                                           |

Der signifikante Bevölkerungsrückgang zwischen 1793 und 1800 ist den Ereignissen des Aufstands der Vendée geschuldet. Zwischen 1870 und 1936 gab es einen demografischen Rückgang durch den Wegfall der Schifffahrt auf der Loire in der zweiten Hälfte des 19. Jahrhunderts, eine Folge der Entwicklung der Eisenbahn und des Verschwindens der alten Handwerks. Nach 1945 ergab sich ein Aufschwung der Bevölkerungszahl durch die Ansiedlung neuer Industrien, der durch die wirtschaftliche Krise in der heutigen Zeit gefährdet ist. Schmale, gewundene Straßen, die oft noch von alten Häusern gesäumt sind, schmiegen sich an den Hang.

## Sehenswürdigkeiten
Die kleine Stadt thront auf einem hohen Felsvorsprung, der von der alten Abteikirche dominiert wird, der eine Esplanade vorgelagert ist. Sie hat Teile ihrer Stadtmauer mit Halbtürmen aus dem 11. Jahrhundert bewahrt, die Saint-Florent zu einer der 32 ummauerten Städte des Anjou machten.
Die ehemalige Abtei, die im 14. Jahrhundert neu errichtet wurde, ist seit 1999 als Monument historique in Teilen klassifiziert, in restlichen Teilen eingeschrieben.
Die Kapelle Cathelineau wurde zwischen 1856 und 1858 erbaut, um die Grabstätte von Jacques Cathelineau aufzunehmen. Sie ist seit 2010 als Monument historique eingeschrieben.
Die Friedhofskapelle Saint-Sauveur datiert aus dem 16. Jahrhundert und ist seit 1862 als Monument historique klassifiziert.
Die Denkmalsäule für Marie Thérèse Charlotte de Bourbon, einzige Überlebende der Königsfamilie während der Französischen Revolution, wurde am 22. Juni 1828 als Gedenken an den Aufstand der Vendée eingeweiht. Sie ist seit 2010 als Monument historique eingeschrieben.
Das Schloss Montmoutiers datiert aus dem 16. Jahrhundert so wie vermutlich das Schloss L’Ouvrinière.

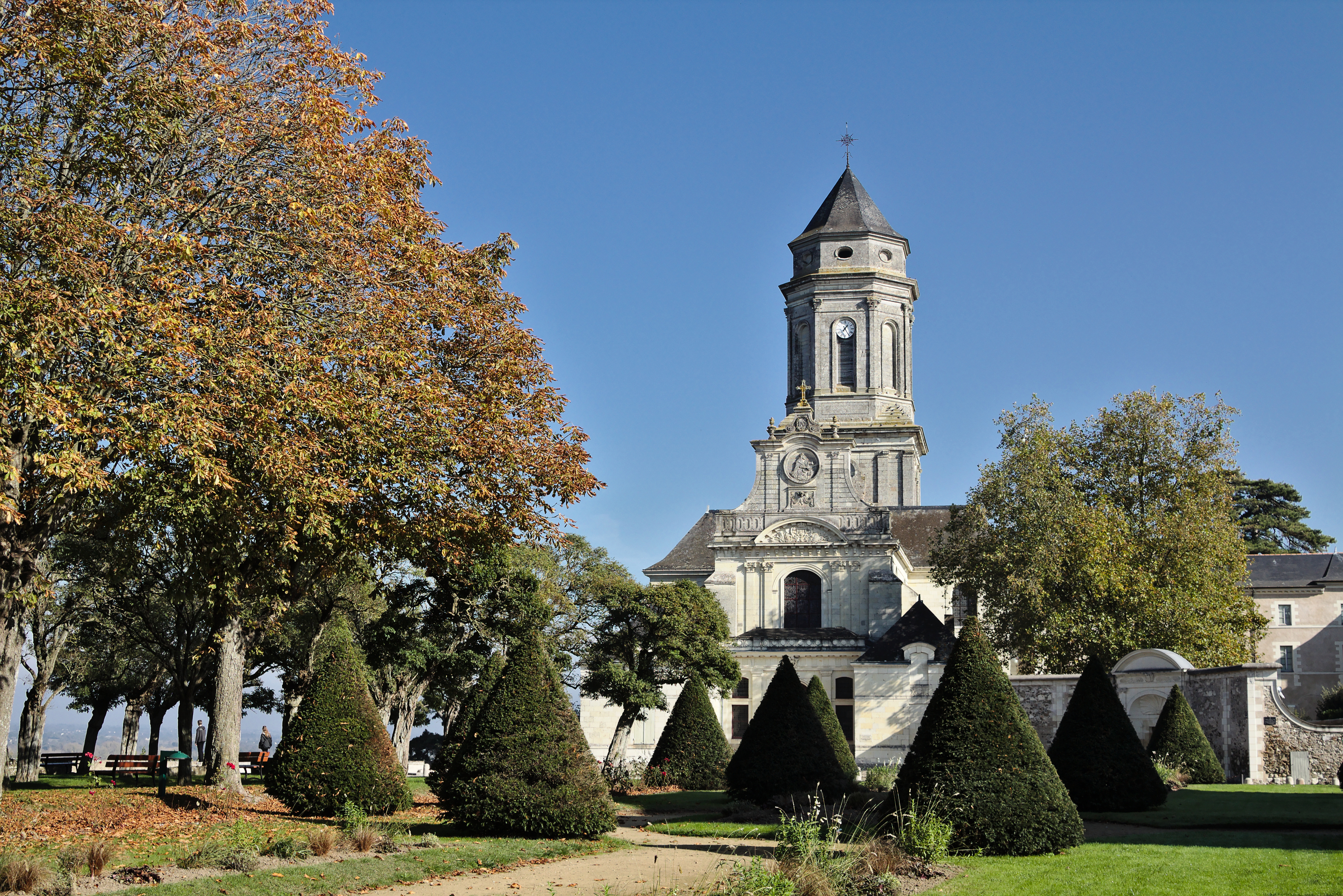
Abteikirche - Außenansicht
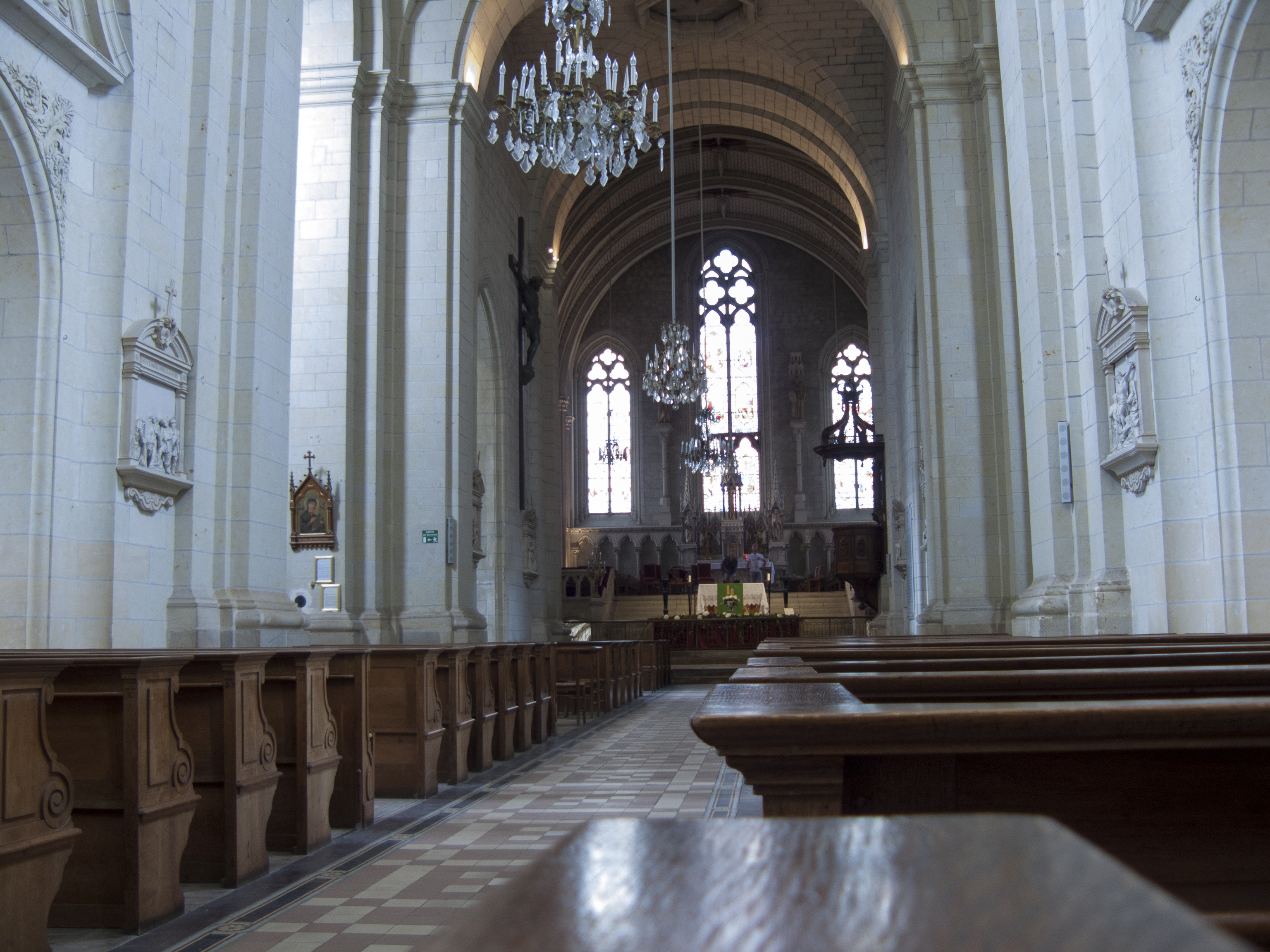
Abteikirche – Innenraum
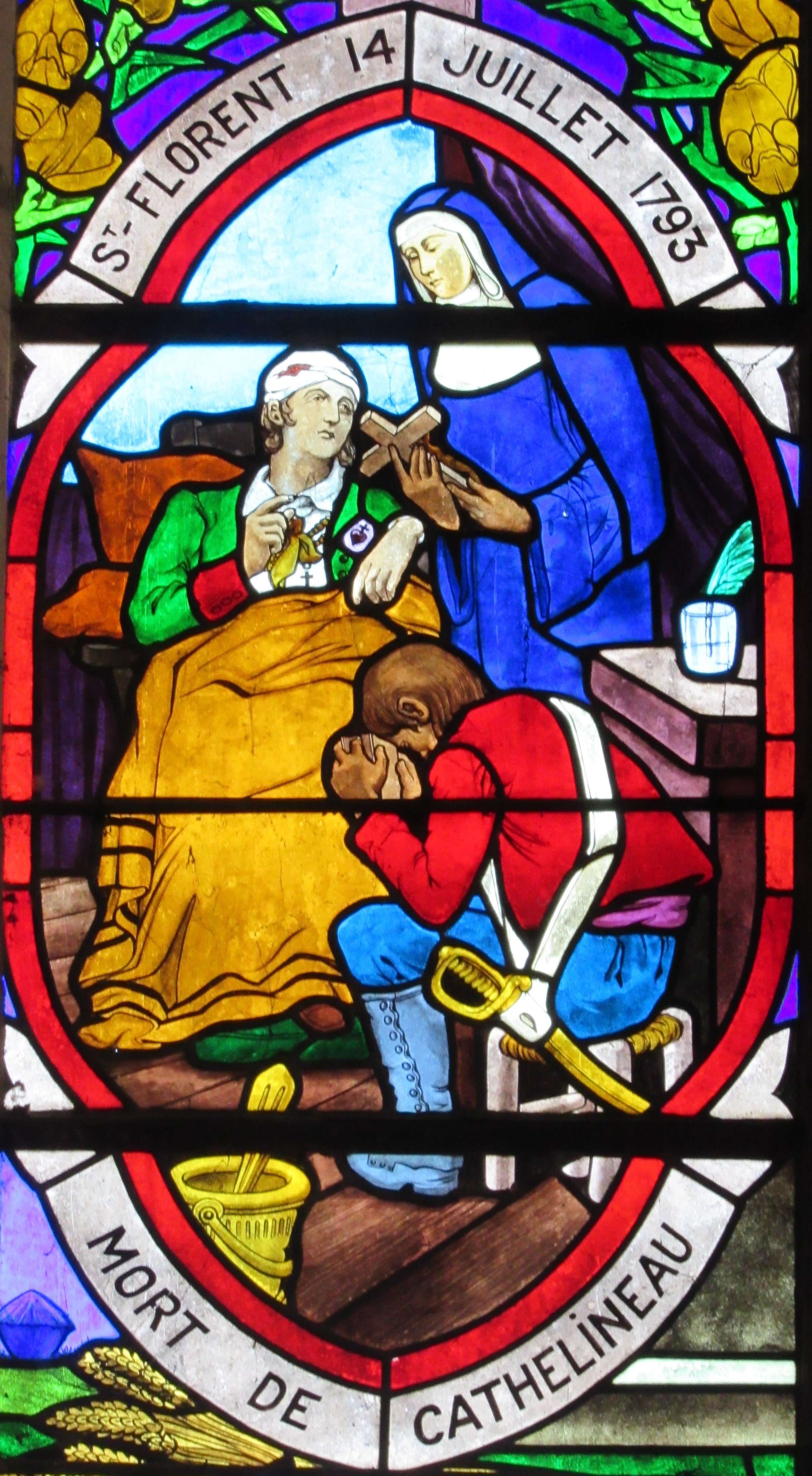
Abteikirche – Bleiglasfenster mit der Darstellung des Tods von Jacques Cathelineau
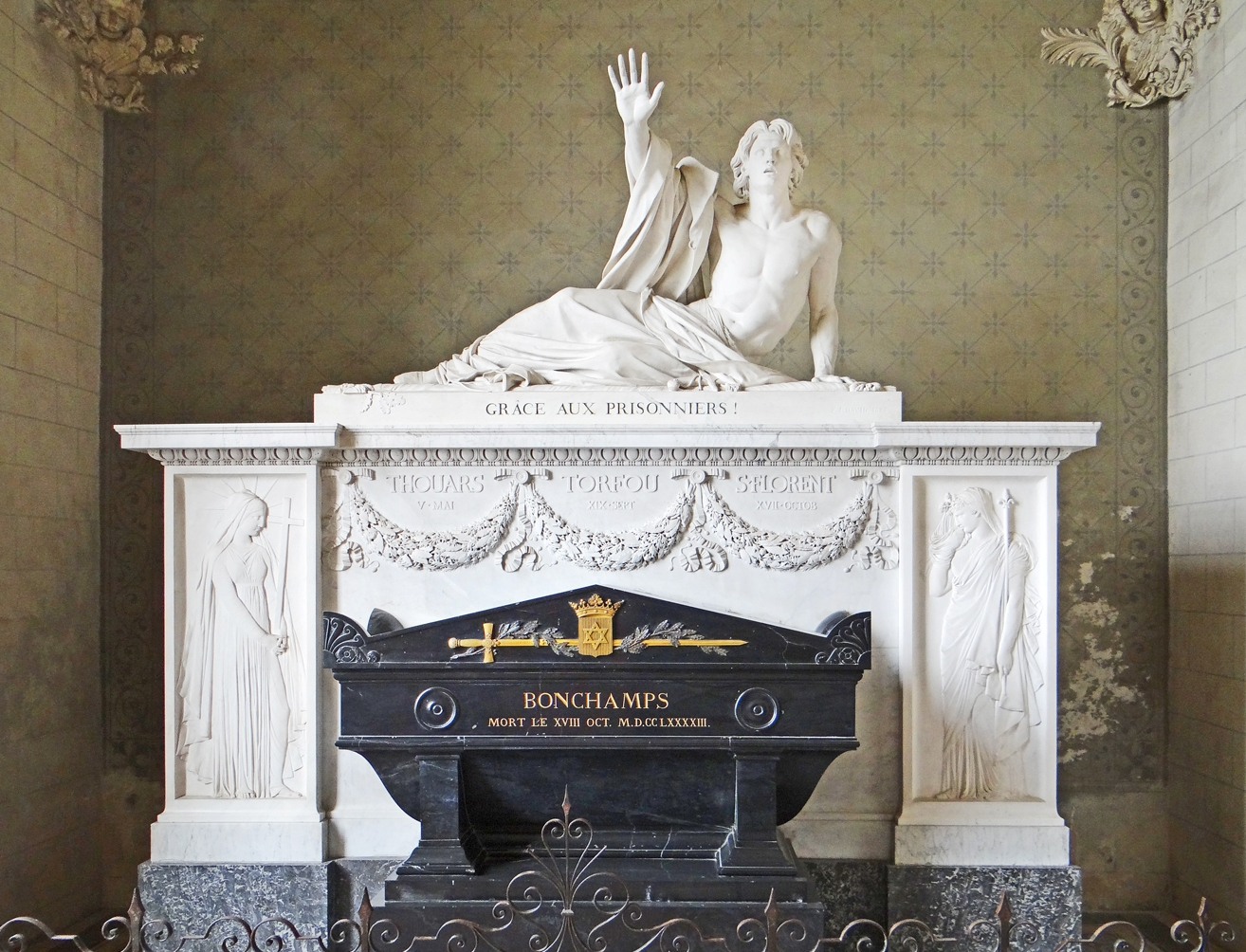
Abteikirche – Grabstätte von Charles de Bonchamps
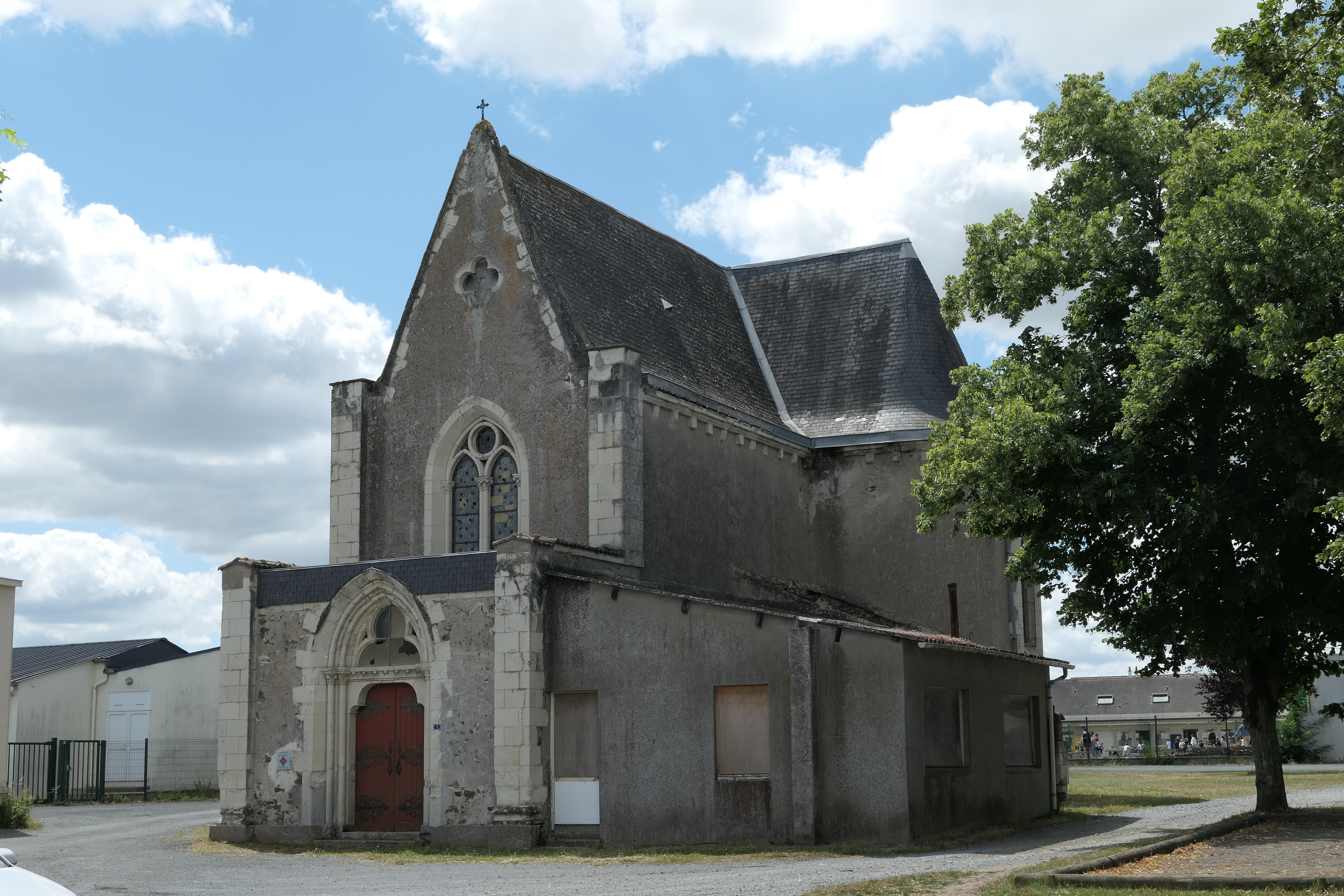
Kapelle Cathelineau
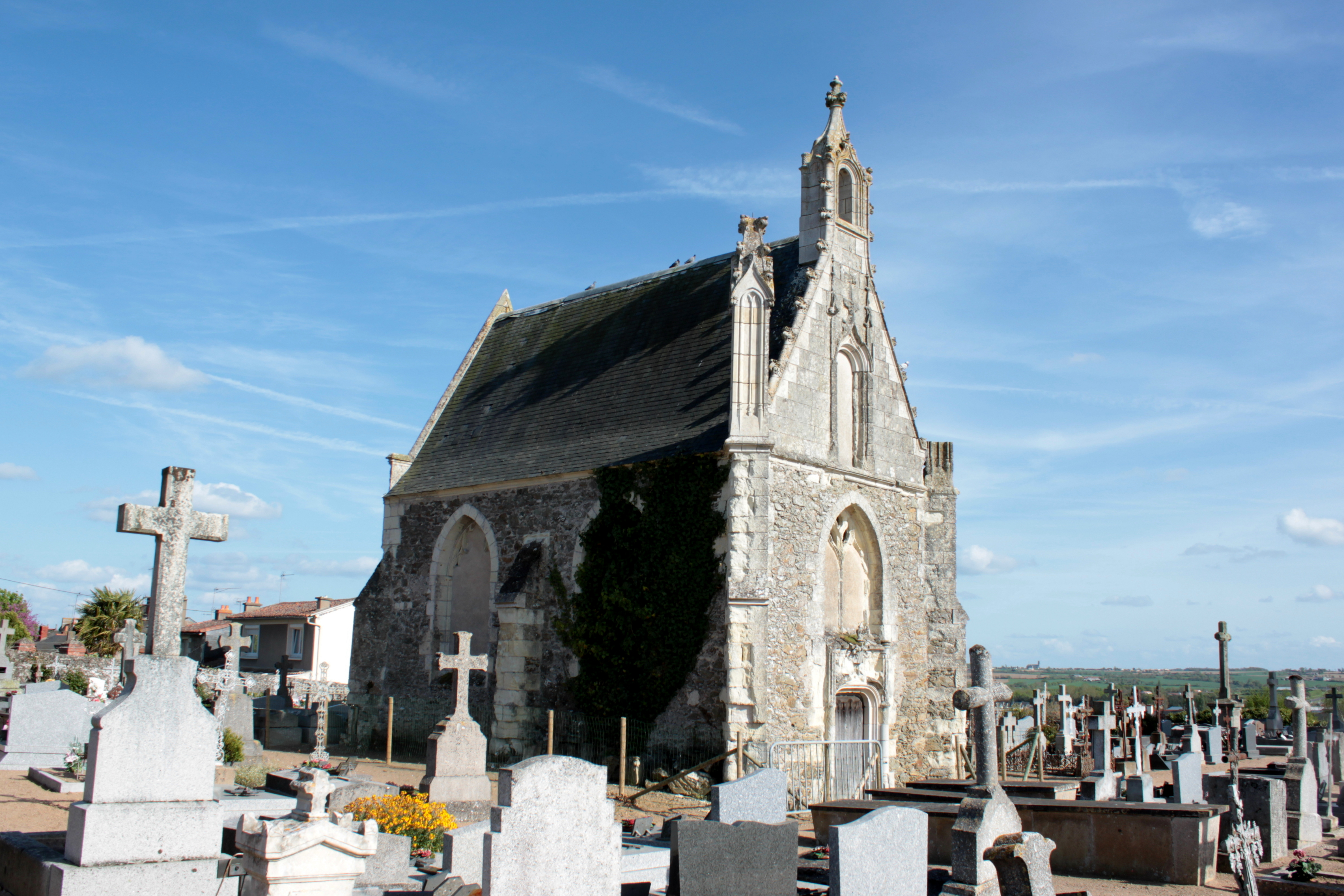
Friedhofskapelle Saint-Sauveur
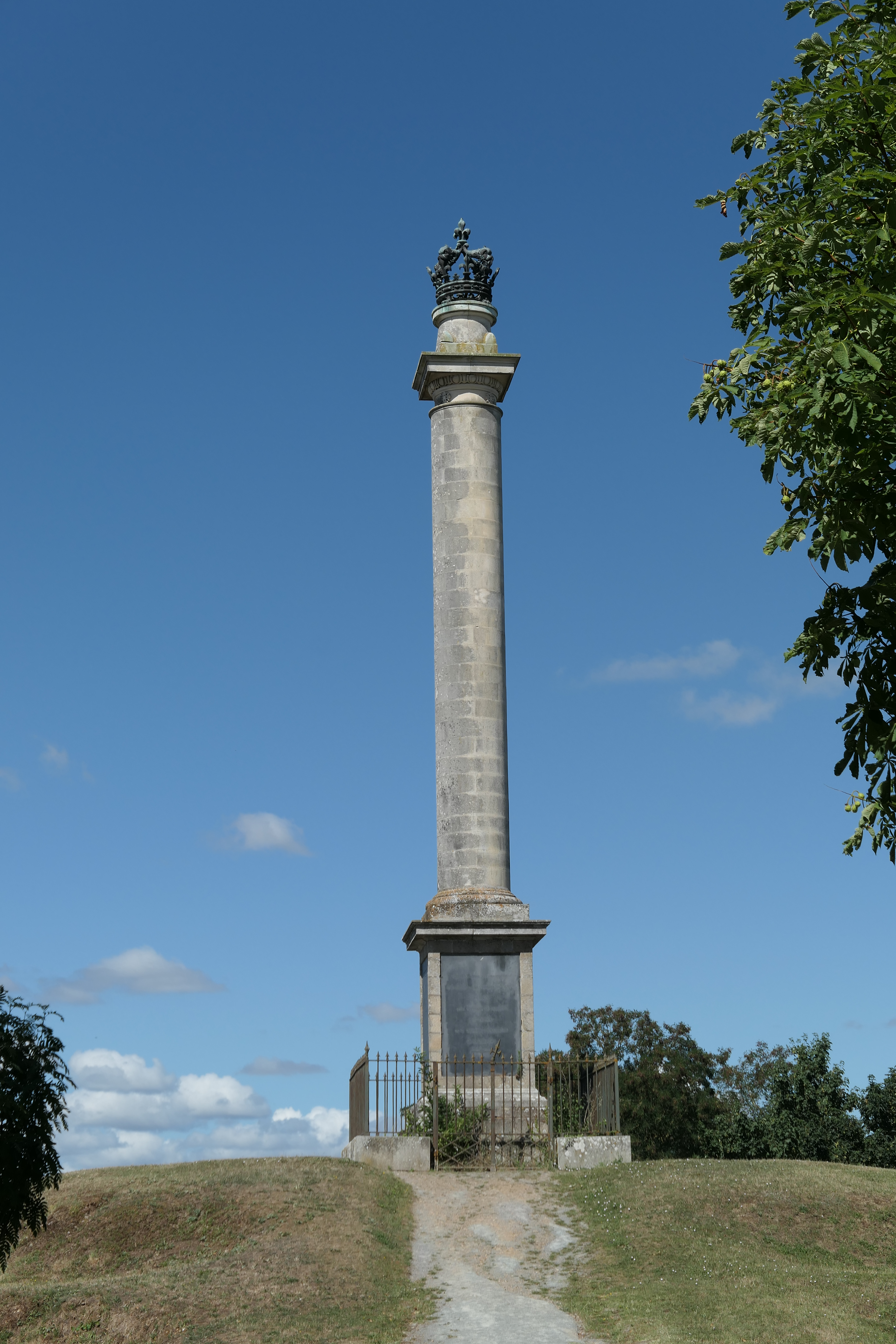
Denkmalsäule für Marie Thérèse Charlotte de Bourbon
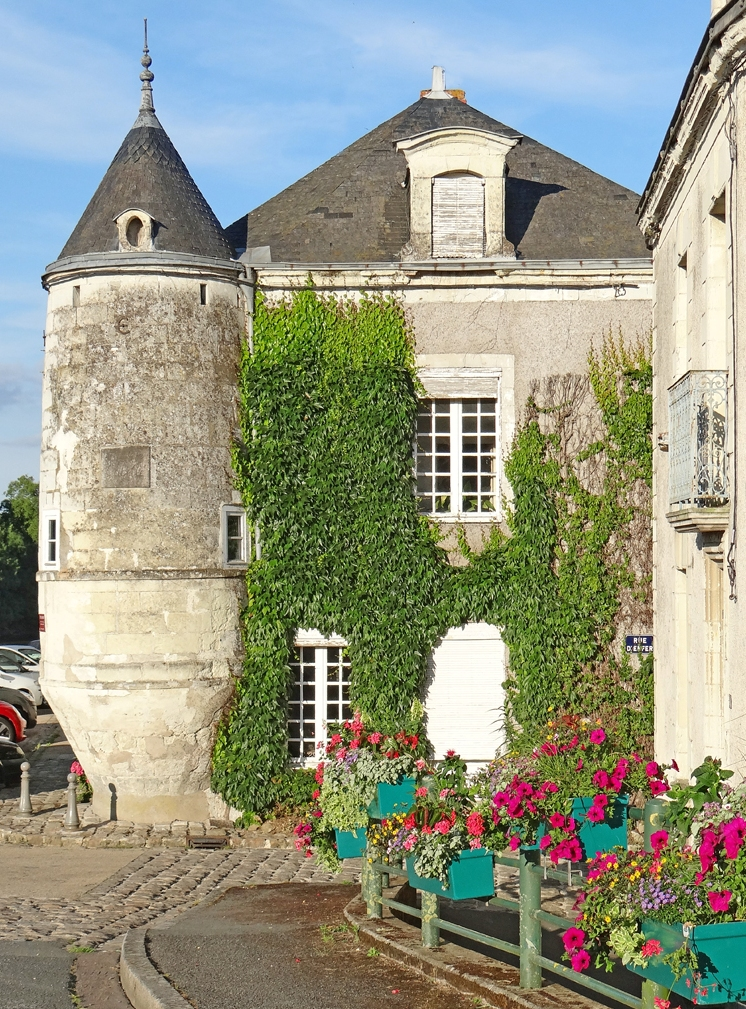
Turm der Gabelle
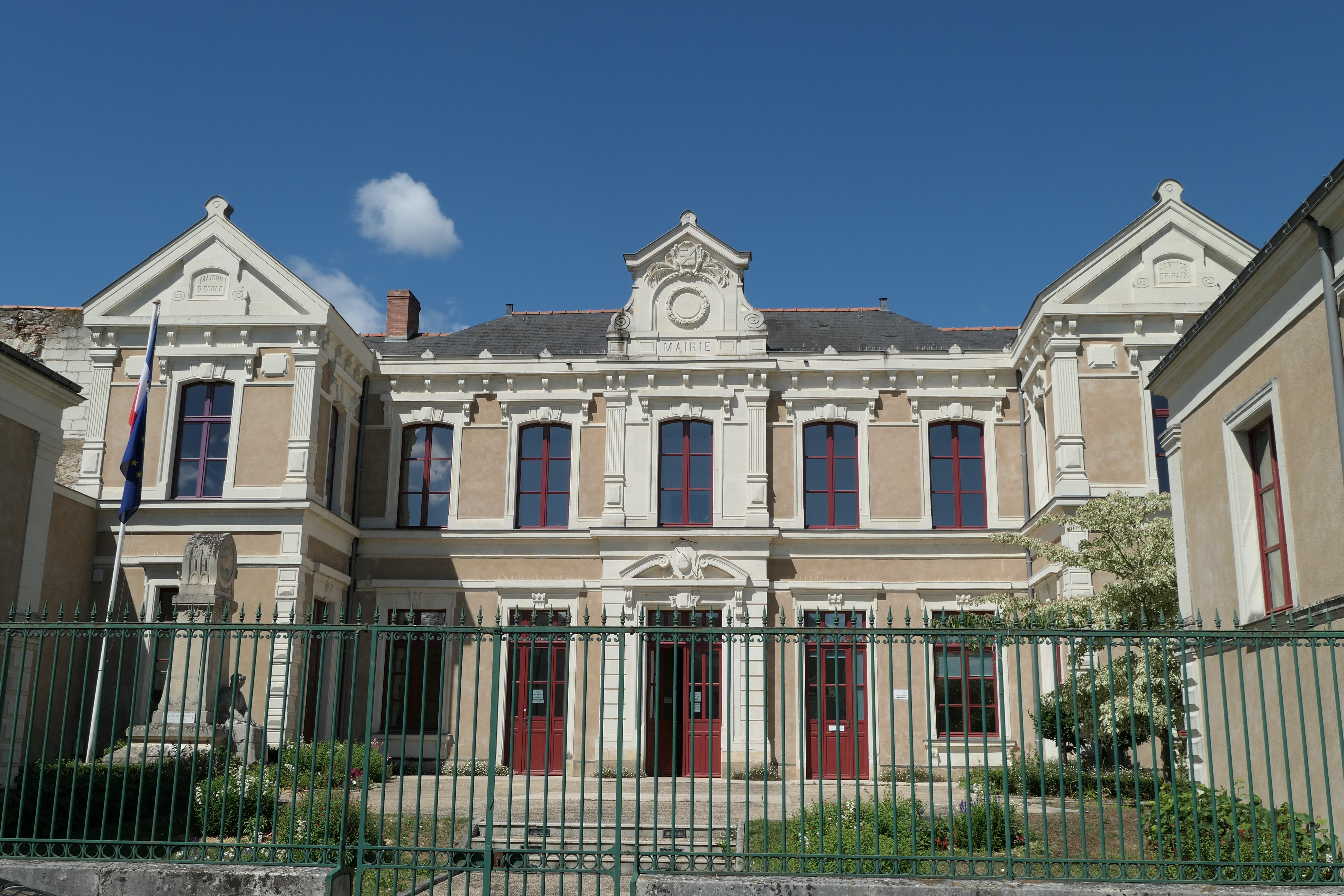
Ehemaliges Rathaus (Mairie)